# Abudefduf sexfasciatus
Abudefduf sexfasciatus is een straalvinnige vissensoort uit de familie van rifbaarzen of koraaljuffertjes (Pomacentridae).
De naam van de soort werd in 1801 gepubliceerd door Bernard Germain de Lacépède.

## Kenmerken
Deze vis is wit. Ze hebben vijf verticale banden die zwart zijn. Er zijn twee horizontale banden aanwezig op de lobben van hun staart. Deze vis kan maximaal lengte tot 22 centimeter groeien.

## Verspreiding
Abudefduf sexfasciatus zijn te vinden in de Indo-Pacific, inclusief de Rode Zee. Gebieden rond de Indische Oceaan zijn onder meer de Rode Zee, Oost-Afrika, Madagaskar, de Seychellen, de Perzische Golf, India, Sri Lanka, de Golf van Bengalen, de Andaman Zee, Indonesië en Australië. Populaties in de Stille Oceaan zijn te vinden in het Great Barrier Reef rond Australië, de Golf van Thailand, Indonesië, de Filippijnen, Taiwan, Japan en verschillende eilanden in de Stille Oceaan helemaal tot aan Hawaï. Onlangs (2017) werd één enkel waarneming gerapporteerd in de oostelijke Middellandse Zee nabij Athene, Griekenland, waarschijnlijk als gevolg van het vrijkomen van aquariums.
Volwassenen leven in koraalriffen, terwijl jongere individuen in de open zee leven. Ze worden gevonden op een diepte van 1 tot 20 meter.

## Levenswijze
De vissen voeden zich met de larven van ongewervelde dieren, zoöplankton, kleinere vissen, schaaldieren en verschillende soorten algen. Ze worden belaagd door enkele leden van de families Labridae en Serranidae. Ze leggen hun eieren in stukken op een stevige ondergrond en bewaken ze krachtig totdat ze uitkomen.